# Marco Peruzzi
Marco Peruzzi, noto anche con lo pseudonimo di The Pear (Arezzo, 15 agosto 1983), è un hockeista in-line italiano portiere.

## Caratteristiche tecniche
Portiere che si basa sulla propria posizione particolare e sull'efficacia delle sue parate. La sua principale abilità è la lettura del gioco e la forza mentale

## Carriera

### Club

#### 1999-2005: Gli inizi e la prima Coppa Italia con i Lions Arezzo

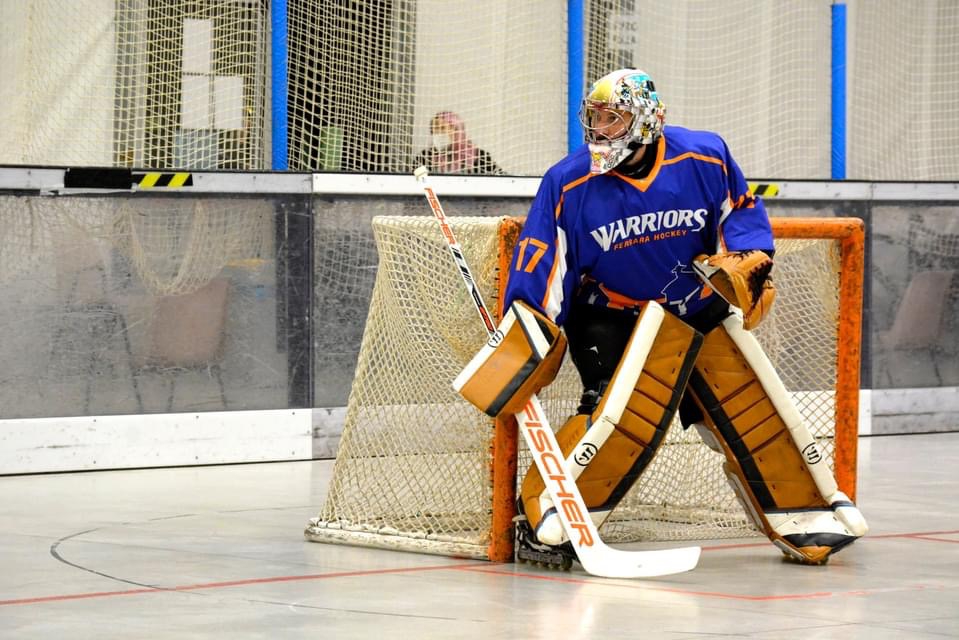
Peruzzi con la maglia dei Warriors Ferrara

Nell'ottobre del 2000 inizia la carriera da Senior (prima solo alcuni tornei nelle giovanili),
Nella stagione 2001/2002 partecipa alla cavalcata dei Lions Arezzo per la promozione in serie A1, arrivando 4º alle final four nazionali, mettendosi in luce.
Nel 2002/2003 sempre con la maglia dei Lions Arezzo, c'è l'esordio assoluto in Serie A1 con una vittoria, nella prima giornata del campionato contro il Polet Trieste dei temibili sloveni: Stefan Natighal e Igor Hribersek.
Nel 2003/2004 diventa portiere titolare dei Lions Arezzo con cui conquista da protagonista la prima Coppa Italia della storia della società toscana. La squadra chiude il campionato ai playoff eliminati ai quarti di finale e risultando a fine stagione il miglior portiere della Serie A1.
Nel 2004/2005 ancora con i Lions Arezzo, viene sconfitto in finale di supercoppa italiana contro gli Asiago Vipers e la squadra viene eliminata in semifinale scudetto perdendo a gara 3 contro i Wild Boys Noto

#### 2005-2010: Edera Trieste, Svezia e esperienza nell'hockey su ghiaccio
Nel 2005/2006 passa a metà stagione all'Edera Trieste (neopromossa) arrivando in semifinale scudetto perdendo contro gli Asiago Vipers.
Nel 2006/2007 si trasferisce in Svezia a Göteborg per motivi di studio. Con i Jokers Göteborg conquista il campionato invernale e arriva in quarta posizione nel campionato estivo. Inizia qui carriera nell'hockey su ghiaccio prendendo parte al Campionato Svedese 3 Div con l'IK Raid di Göteborg.
Nel 2007/2008 torna in Italia, nei Lions Arezzo, arrivando ai quarti di finale in Serie A1.
Nel 2008/2009 ancora con i Lions Arezzo arriva in Semifinale ma i toscani vengono sconfitti dagli Asiago Vipers.
Nel 2009/2010 ancora con i Lions Arezzo partecipa per la prima volta alla Confederation Cup e avendo la possibilità di giocare a Torino con il Real Torino nel campionato di Serie A2 di hockey ghiaccio. I Lions Arezzo vengono eliminati ai quarti di finale dall'Hockey Ferrara

#### 2010-2012: Lo scudetto con Edera Trieste
Nel 2010/2011 pasa nuovamente all'Edera Trieste dove non parte molto bene e vengono sconfitti dagli Asiago Vipers in finale di supercoppa italiana, eliminati dalla coppa italia al primo turno dall'Hockey Ferrara. Partecipa per la seconda volta alla Confederation Cup, arrivando in finale, perdendo contro i Yeti's Grenoble. A fine stagione però, da protagonista assoluto, arriva lo Scudetto (a gara 7 contro i Ghosts Padova) e il premio come miglior portiere della serie A1.
Nel 2011/2012 sempre con l'Edera Trieste conquista finalmente la prima Supercoppa Italiana e la seconda Coppa Italia personale. Arriva in finale ma siamo sconfitti in 4 gare dal Milano 24

#### 2012-2016: Roma, Germania e Serie B
Nel 2012/2013 e nel 2013/2014 veste la maglia dei Mammuth Roma, con la quale centra l'obiettivo della salvezza per due stagioni consecutive, riuscendo a raggiungere il record di punti in serie A1 nel 2013/2014 per la società romana chiudendo all'8º posto.
Nel 2014/2015 essendo diviso tra l'Italia e Berlino, inizia l'esperienza in Serie A2 con il Libertas Forlì con l'obiettivo della promozione. La stagione finisce trionfalmente con la promozione in Serie A1, la vittoria della Coppa Italia di Serie A2 e il premio di Miglior Portiere del Campionato. In Germania esordisce nel campionato tedesco di Hockey Skaters con i Spreewölfe Berlin e.V. e prende parte alla squadra dei Faas Berlin su ghiaccio.
Nel 2015/2016 passa al Lepis Hockey Piacenza con l'obiettivo di raggiungere per il secondo anno consecutivo la Serie A1. Conquista la Coppa Italia di categoria e arriva ad un passo dalla promozione diretta. Dopo aver perso la finale playoff/playout contro Asiago Vipers, la squadra del Piacenza viene ripescata in quanto altre squadre sono state penalizzate. Conquista il premio come miglior portiere di categoria.

#### 2016-2018: Il ritorno in Serie A e la Nazionale Italiana
Nel 2016/2017 torna in Serie A1 dalla porta principale, difendendo la gabbia di una delle migliori squadre italiane degli ultimi anni: la Sportleale Monleale Hockey. Nella prima parte di stagione arriva in finale di Coppa FIHP, perdendo in Finale con HC Milano Quanta 24. La regular viene chiusa al secondo posto con un'eccellente statistica tiri subiti / goal presi. La stagione con Monleale si chiude in semifinale in gara 4 contro Cittadella. Nella stessa stagione viene chiamato dal Real Torino Serie C (ghiaccio) a sostituire il portiere partente, con la squadra piemontese i sogni s'infrangono in semifinale contro Gardenia. Prende parte alla spedizione della nazionale italiana ai World Games di Wraclow (Polonia), dove sostituisce per le prime due partite il portiere titolare. Esordio con una vittoria e conseguente shutout contro Argentina (2-0). La nazionale chiude la manifestazione con un dignitoso sesto posto.
Nel 2017/2018 passa a sorpresa al Cus Verona Hockey negli ultimi giorni di mercato, il campionato è pieno di alti e bassi anche se nella prima parte di stagione le prestazioni personali sono ottime. Nel mese di dicembre c'è il primo infortunio che lo lascia fuori dalla pista per più di 40gg. Dopo 1 partita e mezzo, durante la sfida con Asiago un nuovo infortunio non gli permettere di scendere nuovamente in pista.

#### 2018-2019: Il secondo scudetto con Milano Quanta e l'oro con la Selezione Toscana Senior
Nella stagione 2018/2019 firma il contratto con il Milano Quanta. Ad Ottobre dello stesso anno partecipa con la Selezione Toscana al Trofeo delle Regioni Senior, conquistando la medaglia d’oro. Pochi giorni dopo conquista la supercoppa italia con la maglia del Milano contro il Cittadella (6-0). Il 3 Novembre a Forlì il Milano Quanta conquista la Coppa Fisr, portandosi a casa anche il Trofeo Joker Floors (coppa che si vince alla 3º vittoria della Coppa Fisr). Nella stagione arriva in finale di Coppa Italia, uscendo sconfitto dai Diavoli Vicenza, medaglia di argento alla European Champions League, essendo sconfitto dalla squadra francese del Garges. Conquista lo scudetto 2018/2019 battendo in finale al meglio delle 5 gare (3-0 per Milano) contro i Diavoli Vicenza. Conquista la medaglia d’argento al Trofeo delle Regioni Senior con la Selezione Toscana (battuto dalla Selezione Veneto in finale) e conquista con la Molinese Phone Island Team il Trofeo Internazionale Indra Mercuri di Civitavecchia.

#### 2019-2021: Il ritorno a Monleale
Nelle stagioni 2019/2020 e 2020/2021 torna a vestire la maglia del Monleale Sportleale, dove si mette in luce per essere punto di riferimento della squadra. La prima stagione viene interrotta per il covid, mentre nella seconda stagione si conclude ai quarti di finale scudetto. Con la Selezione Regionale Toscana Senior conquista la medaglia di argento, sconfitti in finale dalla Selezione Veneto.

#### 2021-2023: Warriors Ferrara e Sparta Cup
Nella stagione 2021/2022 veste la maglia dei Warriors Ferrara, dopo aver concluso la stagione al terzo posto, la squadra ferrarese viene sconfitta in semifinale dal Milano Quanta. Nell'estate partecipa con la squadra statunitense alla Sparta Cup con cui conquista la medaglia di argento nella categoria PRO e la medaglia d'oro nella categoria Master.

### Nazionale
Nel 2019 prende parte ai World Games, debuttando nella prima partita con l'Argentina con uno shutout che vale la vittoria alla nazionale italiana per 2-0 e risultando migliore giocatore dell'incontro.
Dal 2022 veste regolarmente la maglia della nazionale italiana master ai mondiali di categoria.

## Palmarès

### Club

#### Competizioni nazionali
- Scudetto Serie A Milano Quanta Edera Trieste
- Campionato Svedese Invernale Jokers Goteborg
- Serie A2 Libertas Hockey Forli
- Coppa Italia Lions Hockey Club Arezzo Edera Trieste Milano Quanta
- Supercoppa Italia Edera Trieste Milano Quanta
- Coppa Serie A2 Libertas Hockey Forlì Lepis Piacenza
- Coppa FISR Milano Quanta
- Trofeo delle Regioni Senior Rappresentativa Toscana 2 x Silver Medal Rappresentativa Toscana

#### Competizioni internazionali
- European Champions League Silver Medal - Milano Quanta
- Confederation European Cup Silver Medal - Edera Trieste
- Sparta Cup Master Cat.